# Álvaro Antón
Álvaro Antón Camarero (Pinilla de los Barruecos, 28 dicembre 1983) è un calciatore spagnolo, centrocampista del Torrijos.